# Gestor de volúmenes lógicos
En almacenamiento de ordenador, un gestor de volúmenes lógicos o LVM proporciona un método para asignar espacio en dispositivos de almacenamiento masivo, que es más flexible que los esquemas de  particionado convencionales para almacenar volúmenes.  En particular, un gestor de volúmenes puede concatenar, juntar o de otra manera combinar particiones (o dispositivos de bloque, en general) a particiones virtuales más grandes, que los administradores pueden re-dimensionar o mover, potencialmente sin interrumpir el uso del sistema.
El gestor de volumen representa solo una de las muchas formas de virtualización de almacenamiento; su implementación tiene lugar en una capa en la pila (stack) del dispositivo-driver de un sistema operativo (OS) (como opuesto a dentro de dispositivos de almacenamiento o en una red).